# O Noviço Rebelde
O Noviço Rebelde é um filme de comédia brasileiro de 1997 escrito e estrelado por Renato Aragão, sendo o seu primeiro filme após a retomada do cinema brasileiro. Dirigido por Tizuka Yamasaki, é uma paródia do filme estadunidense The Sound of Music (1965), intitulado A Noviça Rebelde no Brasil. O filme fez um imenso sucesso, principalmente entre as crianças, e isso reacendeu a Renato Aragão o desejo de fazer um programa de humor na TV que fosse voltado para o público infantil, e também é o primerio filme de Renato após o fim de Os Trapalhões. No ano seguinte, estreou na TV A Turma do Didi.

## Enredo
Em um pequeno vilarejo do Ceará, um temporal destrói a igrejinha local. Porém, com a ajuda de Padre Manuel (Cláudio Corrêa e Castro), o sacristão Didi (Renato Aragão) consegue salvar o confessionário. A certa altura, porém, Didi se vê obrigado a fugir do local, pois um temido fazendeiro da região, o Coronel Pereira (Roberto Guilherme), acha que ele sabe sobre um mapa, que diz a localização de um grande tesouro. Este mapa, escondido dentro de um hinário, foi colocado dentro do confessionário por Teresa (Luma de Oliveira), a bela esposa do coronel, herdeira do tesouro e secretamente apaixonada por Didi.
Com a ajuda do melhor amigo e faxineiro da igreja, Dedé (Dedé Santana), o seminarista consegue fugir para o Rio de Janeiro, onde consegue o emprego de "babá" dos cinco filhos de um empresário viúvo, o Dr. Felipe (Tony Ramos). As crianças, em pouquíssimo tempo, passam a adorá-lo e pedem que ele os ajude a sabotar um almoço em que as mesmas conheceriam Laura (Inês Galvão), namorada do empresário e futura madrasta. Como forma de se redimir, as crianças pedem ao pai que Didi fique. Este sugere a contratação da jovem Maria do Céu (Patrícia Pillar), irmã de Dedé e amiga de Didi (por quem este nutre um amor platônico), para que o ajude. Certo dia, Felipe participa de uma reunião com empresários franceses e Maria se oferece para ajudá-lo, pois ela estudou alguns anos na França e havia voltado ao Ceará para ajudar a família. Logo, patrão e empregada acabam se envolvendo em uma grande paixão, o que vai contra a vontade de Didi.
Durante as férias, Didi, Maria e as crianças vão para o Beach Park no Ceará, onde os dois filhos mais velhos de Felipe, Márcia (Sandy) e Junior (Júnior Lima) decidem participar de um concurso musical, apresentado por Gugu Liberato e pelo cantor Marcelo Augusto, cujo prêmio vai ajudar Didi a realizar o sonho de construir uma nova igreja. Mesmo assim, a dupla fica em segundo lugar, perdendo para os sertanejos José e Durval (Chitãozinho e Xororó). Pouco depois, Felipe reaparece, parabeniza os filhos e pede Maria do Céu em casamento. Desolado, Didi retorna ao vilarejo onde viveu. Lá, reencontra seu velho amigo Dedé onde descobre que o Padre Manuel faleceu de uma enfermidade e pouco depois reencontra Teresa que agora é viúva do Coronel Pereira em que este morreu durante um confronto com a família Carvalho. Teresa revela ao ex-sacristão o mapa do tesouro (que estava esse tempo todo no hinário, dentro do confessionário) e ambos o encontram nas dunas de uma praia da região. Na ocasião, os dois assumem a paixão que sentem um pelo outro.
No dia seguinte, em uma cerimônia inesquecível, ocorre um casamento duplo: Felipe se casa com Maria do Céu e Didi com Teresa. O empresário anuncia a doação de 100 mil reais para a construção da igreja. Didi surpreende a todos ao doar todo o tesouro para a mesma finalidade.

## Elenco
- Renato Aragão como Didi
- Sandy como Márcia Vilanova
- Junior Lima como Júnior Vilanova
- Patrícia Pillar como Maria do Céu
- Tony Ramos como Dr. Felipe Vilanova
- Alessandra Aguiar como Vicky Vilanova
- Wallan Renato como Dudu Vilanova
- Pedro Kling como Julinho Vilanova
- Thelma Reston como Zelda
- Luma de Oliveira como Teresa
- Inês Galvão como Laura Alencar
- Terezinha Elisa como Dalila Alencar

Participações especiais
- Dedé Santana como Dedé
- Cláudio Corrêa e Castro como Padre Manuel
- Roberto Guilherme como Coronel Pereira
- Chitãozinho e Xororó como José & Durval
- Gugu Liberato como ele mesmo
- Marcelo Augusto como Ele mesmo

## Produção

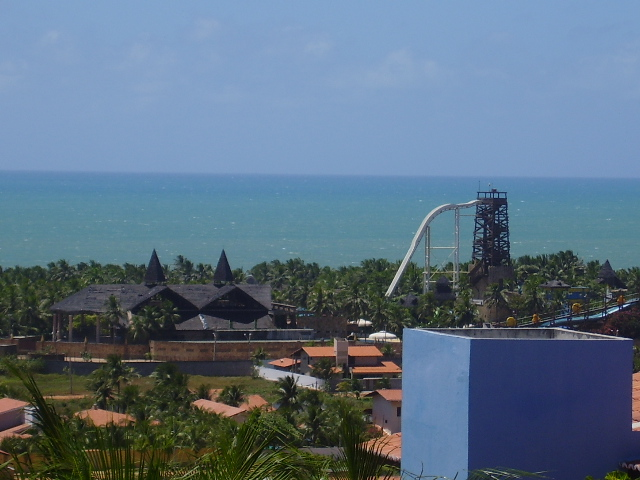
Vista de parte do complexo turístico do Beach Park, um dos locais de filmagens do filme.

O Noviço Rebelde foi realizado com o apoio de Governo do Estado do Ceará, Lei Jereissati, Teleceará, Governo do Estado do Rio de Janeiro e Ministério da Cultura. Foram realizadas gravações no complexo turístico do Beach Park, situado em Aquiraz, Ceará, na praia de Porto das Dunas, a 16 km da capital Fortaleza.. Algumas cenas foram filmadas na Praia das Fontes, situada no município de Beberibe, Ceará. Uma mansão pertencente à empresa Forever Living Products, no bairro de Botafogo, na cidade do Rio de Janeiro, foi usada para representar a mansão do personagem Felipe, interpretado por Tony Ramos.